# قائمة أنشطة مؤسسة محمد السادس للعلماء الأفارقة
نظمت مؤسسة محمد السادس للعلماء الأفارقة منذ تأسيسها عام 2015 مجموعة من الأنشطة الثقافية والدينية في المغرب ومختلف بلدان فروعها في إفريقيا تتنوع بين المحاضرات والندوات العلمية والملتقيات الثقافية ومسابقات وجوائز مختلفة.

## أنشطة سنة 2018
| رقم النشاط | الفرع         | تاريخ النشاط           | نوع النشاط | عنوان النشاط                                                                |
| ---------- | ------------- | ---------------------- | ---------- | --------------------------------------------------------------------------- |
| 1          | الغابون       | 31 مارس 2018           | ندوة       | الإعلان عن افتتاح فرع المؤسسة بالغابون                                      |
| 2          | مالي          | 31مارس- 1ابريل 2018    | ندوة       | العقيدة الأشعرية: وسطية واعتدال                                             |
| 3          | بوركينافاسو   | 7/8 ابريل 2018         | ندوة       | سنية المذهب الأشعري                                                         |
| 4          | تنزانيا       | 14/15 أبريل 2018       | ندوة       | المدرسة الأشعرية ومكانة الإمام أبي الحسن الأشعري في نصرة أهل السنة والجماعة |
| 5          | كينيا         | 15/16أبريل 2018        | ندوة       | قيم التسامح والوسطية في الإسلام وأثرها في تحقيق السلام                      |
| 6          | جزر القمر     | 17 أبريل 2018          | ورشة عمل   | واقع التعليم العتيق وسبل النهوض به                                          |
| 7          | موريتانيا     | 20 /21أبريل 2018       | ندوة       | دور العقيدة الأشعرية في تماسك المجتمع الموريتاني                            |
| 8          | الكونغو       | 21 أبريل 2018          | ندوة       | المذاهب الفقهية السنية                                                      |
| 9          | رواندا        | 21/22 أبريل 2018       | ندوة       | الإسلام والسلم الاجتماعي الوطني                                             |
| 10         | غينيا كوناكري | 5 و6 ماي 2018          | ندوة       | التصوف المغربي وامتداداته في غرب إفريقيا، غينيا كوناكري نموذجا              |
| 11         | الكوت ديفوار  | 21 و22 يونيو 2018      | ندوة       | العقيدة الأشعرية وأثرها في تماسك المجتمع الإيفواري                          |
| 12         | الغابون       | 30 يونيو-1 يوليوز 2018 | ندوة       | المذهب المالكي وأثره في نشر ثقافة الوسطية والاعتدال                         |
| 13         | بنين          | 30 يونيو-1 يوليوز 2018 | ندوة       | الثوابت الدينية المشتركة وأثرها في ترسيخ قيم التسامح والوسطية               |
| 14         | غامبيا        | 7-8 يوليوز 2018        | ندوة       | الثوابت الدينية المشتركة وأثرها في نشر ثقافة السلام والوسطية                |
| 15         | التوغو        | 7-8 يوليوز 2018        | ندوة       | رسالة الأديان الخالدة                                                       |
| 16         | السنغال       | 21 يوليوز 2018         | ندوة       | دور التصوف السني في خلق مجتمع متوازن                                        |
| 17         | النيجر        | 28-29 يوليوز 2018      | ندوة       | قيم الوسطية والتسامح ونبذ الأفكار المتطرفة                                  |
| 18         | السودان       | 7-8 غشت 2018           | ندوة       | العقيدة الأشعرية وسطية واعتدال                                              |
| 19         | ليبيريا       | 9-10 شتنبر 2018        | ندوة       | وسطية الإسلام                                                               |
| 20         | سيراليون      | 22-23 دجنبر 2018       | ندوة       | الثوابت الدينية المشتركة: العقيدة الأشعرية والمذهب المالكي                  |
| 21         | غينيا بيساو   | 22-23 دجنبر 2018       | ندوة       | السلام والسلم الاجتماعي وقيم التسامح                                        |
| 22         | تشاد          | 29-30 دجنبر 2018       | ندوة       | العقيدة الأشعرية: عقيدة السلف الصالح                                        |

## أنشطة سنة 2019
| رقم النشاط | الفرع        | تاريخ النشاط      | نوع النشاط               | عنوان النشاط                                                                                   |
| ---------- | ------------ | ----------------- | ------------------------ | ---------------------------------------------------------------------------------------------- |
| 1          | مدغشقر       | 26-27 يناير 2019  | ندوة                     | الرسالة الخالدة للأديان                                                                        |
| 2          | غانا         | 27-28 أبريل 2019  | ندوة                     | الثوابت الدينية المشتركة وترسيخ قيم التسامح والسلام                                            |
| 3          | الرباط       | 18-19-20 ماي 2019 | الدورة التواصلية الثالثة | إمارة المؤمنين ومكانتها المرجعية في حفظ الثوابت الدينية المشتركة                               |
| 4          | فاس          | 25 و26 ماي 2019   | مسابقة قرآنية            | مسابقة مؤسسة محمد السادس للعلماء الأفارقة في حفظ القرآن الكريم وترتيله وتجويده – الدورة الأولى |
| 5          | جنوب أفريقيا | 29-30 يونيو 2019  | ندوة                     | الثوابت الدينية المشتركة: أسس الهوية الافريقية                                                 |
| 6          | النيجر       | 20-21 يوليوز 2019 | ندوة                     | التراث الإسلامي الإفريقي بالنيجر بين الماضي والحاضر وآفاق المستقبل                             |
| 7          | المغرب       | 17-18 ديسمبر 2019 | مؤتمر                    | اجتماع المجلس الأعلى للمؤسسة في دورته العادية الثالثة بفاس                                     |
| 8          | المغرب       | 18 ديسمبر2019     | مجلة                     | إصدارالعدد الأول من مجلة العلماء الأفارقة                                                      |

## أنشطة سنة 2020
| رقم النشاط | البلد/الفرع  | تاريخ النشاط | نوع النشاط  | عنوان النشاط                               |
| ---------- | ------------ | ------------ | ----------- | ------------------------------------------ |
| 1          | المغرب       | ماي 2020     | مجلة        | إصدارالعدد الثاني من مجلة العلماء الأفارقة |
| 2          | فروع المؤسسة | يونيو 2020   | برنامج مصور | نفحات رمضانية مع علماء وعالمات إفريقيا     |

## أنشطة سنة 2021
| رقم النشاط | البلد/الفرع | تاريخ النشاط             | نوع النشاط    | عنوان النشاط                                                                                                 |
| ---------- | ----------- | ------------------------ | ------------- | --- |
| 1          | موريتانيا   | 20 و21 مارس 2021م        | ندوة          | ميثاق العلماء الأفارقة                                                                                       |
| 2          | المغرب      | 01 و02 و03 و04 مايو 2021 | مسابقة قرآنية | مسابقة مؤسسة محمد السادس للعلماء الأفارقة في حفظ القرآن الكريم وترتيله وتجويده – الدورة الثانية (عن بعد)     |
| 3          | السنغال     | 27 يونيو 2021            | حفل ديني      | توزيع الجوائز على الفائزين في مسابقة مؤسسة محمد السادس للعلماء الأفارقة في حفظ القرآن الكريم وترتيله وتجويده |
| 4          | نيجيريا     | 29 و30 و31 أكتوبر 2021   | ندوة علمية    | التراث الإسلامي الإفريقي بين الذاكرة والتاريخ                                                                |

## أنشطة سنة 2022
| رقم النشاط | البلد/الفرع    | تاريخ النشاط            | نوع النشاط    | عنوان النشاط                                                                                    |
| ---------- | -------------- | ----------------------- | ------------- | ----------------------------------------------------------------------------------------------- |
| 1          | كوت ديفوار     | 23 و24 و25 فبراير 2022  | ندوة دولية    | الندوة الدولية حول حوارالأديان في موضوع: الرسالة الخالدة للأديان                                |
| 2          | الكاميرون      | 19 و20 مارس 2022        | ندوة علمية    | دور المرأة والأسرة في البناء التربوي                                                            |
| 3          | إفريقيا الوسطى | 30 و31 مارس 2022        | ندوة علمية    | دور القيم الروحية في التواصل الحضاري                                                            |
| 4          | غينيا بيساو    | 04 و05 يونيو 2022       | ملتقى علمي    | التعايش السلمي سبيل في تحقيق وئام اجتماعي ثقافي بين الأديان                                     |
| 5          | المغرب         | 25 و26 يونيو 2022       | ندوة علمية    | قول العلماء في الثوابت الدينية المغربية                                                         |
| 6          | تنزانيا        | 11 و12 و13 و14 غشت 2022 | مسابقة قرآنية | مسابقة مؤسسة محمد السادس للعلماء الأفارقة في حفظ القرآن الكريم وترتيله وتجويده – الدورة الثالثة |
| 7          | المغرب         | 19 و20 أكتوبر 2022      | مؤتمر         | اجتماع المجلس الأعلى للمؤسسة في دورته العادية الرابعة بفاس                                      |

## أنشطة سنة 2023
| رقم النشاط | البلد/الفرع       | تاريخ النشاط           | نوع النشاط    | عنوان النشاط |
| ---------- | ----------------- | ---------------------- | ------------- | --- |
| 1          | البلدان الإفريقية | يناير 2023             | مسابقة قرآنية | الأطوار الإقصائية لمسابقة مؤسسة محمد السادس للعلماء الأفارقة قي حفظ القرآن الكريم وترتيله وتجويده - النسخة الرابعة         |
| 2          | المغرب            | 01 و02 و03 أبريل 2023  | مسابقة قرآنية | الأطوار النهائية لمسابقة مؤسسة محمد السادس للعلماء الأفارقة قي حفظ القرآن الكريم وترتيله وتجويده - النسخة الرابعة (عن بعد) |
| 3          | المغرب            | 08 و09 و10 يوليوز 2023 | ندوة علمية    | ضوابط الفتوى الشرعية في السياق الإفريقي                                                                                    |
| 4          | المغرب            | 06 و07 ديسمبر 2023     | مؤتمر         | اجتماع المجلس الأعلى للمؤسسة في دورته العادية الخامسة بفاس                                                                 |
| 5          | المغرب            | 08 ديسمبر 2023         | حفل           | الإعلان الرسمي عن ميثاق العلماء الأفارقة                                                                                   |

## أنشطة سنة 2024
| رقم النشاط | البلد/الفرع       | تاريخ النشاط           | نوع النشاط    | عنوان النشاط |
| ---------- | ----------------- | ---------------------- | ------------- | --- |
| 1          | أوغندا            | 24 و25 فبراير 2024     | ندوة علمية    | دور مؤسسة محمد السادس للعلماء الأفارقة في تحقيق الأمن الروحي في إفريقيا                                                    |
| 2          | المغرب            | 19 و20 مارس 2024       | ندوة علمية    | المدرسة الأشعرية والمذاهب الفقهية: الانسجام العلمي والمنهجي في خدمة كليات الدين                                            |
| 3          | البلدان الإفريقية | أبريل/ ماي 2024        | مسابقة قرآنية | الأطوار الإقصائية لمسابقة مؤسسة محمد السادس للعلماء الأفارقة في حفظ القرآن الكريم وترتيله وتجويده - النسخة الخامسة         |
| 4          | البلدان الإفريقية | يوليوز/غشت 2024        | مسابقة حديثية | الأطوار الإقصائية لمسابقة مؤسسة محمد السادس للعلماء الأفارقة في الحديث النبوي الشريف في دورتها الأولى                      |
| 5          | المغرب            | 27 و28 و29 سبتمبر 2024 | مسابقة قرآنية | الأطوار النهائية لمسابقة مؤسسة محمد السادس للعلماء الأفارقة قي حفظ القرآن الكريم وترتيله وتجويده - النسخة الخامسة (عن بعد) |
| 6          | المغرب            | 19 و19 و20 أكتوبر2024  | مسابقة حديثية | الأطوار النهائية لمسابقة مؤسسة محمد السادس للعلماء الأفارقة في الحديث النبوي الشريف في دورتها الأولى                       |
| 7          | المغرب            | 10 نونبر 2024          | مسابقة        | جائزة مؤسسة محمد السادس للعلماء الأفارقة في المخطوطات والوثائق الإسلامية الإفريقية                                         |
| 8          | المغرب            | 10 نونبر 2024          | مسابقة بحثية  | جائزة مؤسسة محمد السادس للعلماء الأفارقة البحثية في الثوابت الدينية المشتركة                                               |
| 9          | السنغال           | 22 نونبر 2024          | حفل           | تخليد الذكرى الـ 60 لإنشاء المسجد الكبير بدكار                                                                             |
| 10         | السنغال           | 23 نونبر 2024          | ندوة غلمية    | قيم السلام والتعايش السلمي المشترك في السياق الإفريقي                                                                      |
| 11         | المغرب            | 18 و19 و20 ديسمبر 2024 | مؤتمر         | اجتماع المجلس الأعلى للمؤسسة في دورته السنوية العادية السادسة بفاس                                                         |

## أنشطة سنة 2025
| رقم النشاط | البلد/الفرع       | تاريخ النشاط      | نوع النشاط    | عنوان النشاط |
| ---------- | ----------------- | ----------------- | ------------- | --- |
| 1          | البلدان الإفريقية | فبراير/ مارس 2025 | أنشطة تضامنية | الأنشطة التضامنية لفروع مؤسسة محمد السادس للعلماء الأفارقة في نسختها الخامسة                                       |
| 2          | البلدان الإفريقية | ماي/ يونيو 2025   | مسابقة قرآنية | الأطوار الإقصائية لمسابقة مؤسسة محمد السادس للعلماء الأفارقة في حفظ القرآن الكريم وترتيله وتجويده - النسخة السادسة |
| 3          | رواندا            | 19 يوليوز 2025    | ندوة علمية    | القيم الأخلاقية في الإسلام وأثرها في السلم المجتمعي الإفريقي                                                       |